# Ågatan, Linköping
För olika betydelser, se Ågatan
Ågatan är en gata i centrala Linköping. Den sträcker sig i väst-östlig riktning mellan Hunnebergsgatan/Barfotegatan och Hamngatan/Stångån.

## Historik
Ågatan går lite slingrande genom ett annars mer välstukturerat gatunät eftersom den i stort sett följer en medeltida genomfartsled med början precis norr om domkyrkan med dess maktcentra. Österut passerar den Sankt Lars kyrka, som har de äldsta spåren av staden från 1000-talet. Den är dokumenterad sedan 1486 som Badstuvugatan, och har haft flera namn med kopplingar till vattnet i Stångån. Den kallades Badstugatan 1492, Vattengatan på 1650-talet samt Åågatan 1696 och 1725, men bara delvis år 1800. På medeltiden passerade gatan allmäningsmark med svinskötsel ner till Stångån med kvarnar och stadens badhus. Runt sekelskiftet 1500 fanns det olaglig bebyggelse som vuxit upp spontant och som inte lyckats avhysas.
Genomfatsleden flyttades när staden växte och 1660-talet präglas av att staden regleras och gatan var i mycket dåligt skick 1698. De boende som använde den för vattentransporter och annan åtkomst till Stångån bekostade själva en stensättning. Då hade stadsgårdar vuxit upp längs gatan. Linköping drabbades av en svår brand år 1700, men den östra delen av Ågatan klarade sig, vilket delvis kan förklara att sträckningen inte har ändrats, även om diskussioner förekommit under lång tid även efter branden.
Under några årtionden i mitten av 1700-talet uppmuntrade staten till odling av tobak vilket gett avtryck i gatans kulturlager, som annars visat spår av mindre hantverksindustri.
Hutifeltska gården byggdes 1807 av landsfiskalen Karl Henrik Svan och köptes 1860  av regementsläkaren Åke Huitfelt. Folkets Husföreningen köpte det av hans dotter och använde lokalerna fram till slutet av 1940-talet. Huset flyttades då till Gamla Linköping och 1953 stod ett nytt funktionalistiskt hus på platsen. Universitets kårkollegium tog över det 1987 och Kårhuset Kollektivet flyttade in sin verksamhet.
Under början 1940-talet revs flera trästugor för att ge plats åt ett nytt polishus, som flyttade in 1944. Det var då Sveriges modernaste och de lämnande lokalerna 1990. År 2015 omdanades platsen framför till ett torg, Fabror Melins torg, uppkallat efter en profil som hade bott i en av stugorna.
Under 1970- och 1980-talet så började Ågatan etablera sig som nöjesgata med biografer och dans, vilket började med etablerandet av närliggande Tanneforsgatan som gågata. Det ökade när Kårhuset etablerades på 1980-talet, vilket följdes av att flera nattklubbar startade sin verksamhet. Området är koncentrerat till en kort sträcka mellan Apoteksgatan och Repslagargatan, med närliggande Stortorget. Förutom stadens egna studenter och beväringar kom ungdomar från andra städer som Norrköping. I början av 2000-talet började det stora antalet ungdomar bli ett problem på nätterna. Flera ställen stängde samtidigt klockan 03.00 och tusentals ungdomar fyllde den lilla biten av Ågatan. En hel del var överförfriskade och gatan utsågs till en av Sveriges farligaste, med 70 anmälda misshandelsfall 2007. Det diskuterades åtgärder som att ha olika öppettider för ställena och polisen utökade sin närvaro och inledde samarbete med andra myndigheter, fastighetsägare och krogägare. Åtgärderna fick effekt och första halvåret 2015 hade Ågatan elva misshandelsfall, och i samband med restriktionerna under coronapandemin i början av 2020-talet minskade trycket ytterligare. Därefter har antalet nattklubbar minskat och fler restauranger och pubar har öppnat istället.
Sedan 2007, när biografen Royal Astoria stängde, ligger tätorten Linköpings enda biograf, Filmstaden Linköping med åtta salonger, vid Ågatan 31.

## Byggnader och anläggningar vid Ågatan
1. Konsistoriehuset
2. Gymnastikhuset
3. Biskopsgården
4. Linköpings domkyrka
5. Kårhuset Kollektivet, tidigare Folkets hus i Linköping
6. Sankt Lars kyrka
7. Farbror Melins torg
8. Tidigare Emanuelskyrkan

## Bildgalleri

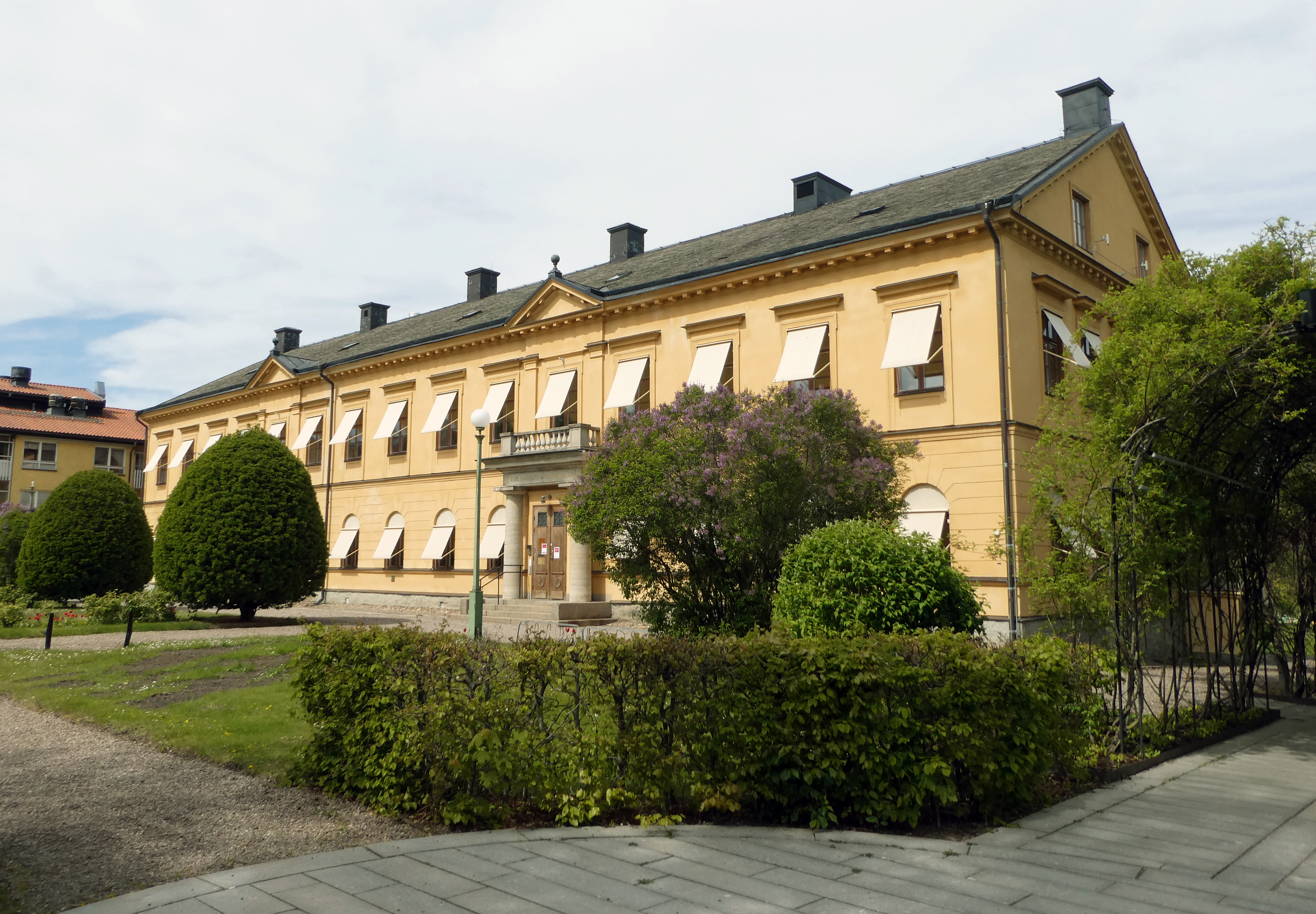
Konsistoriehuset
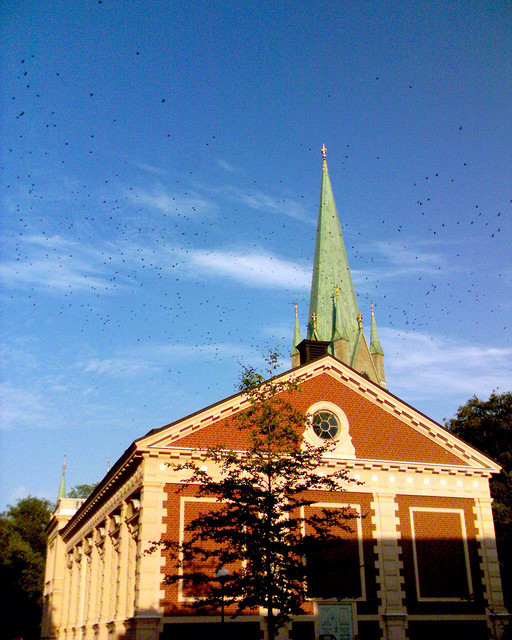
Gymnastikhuset
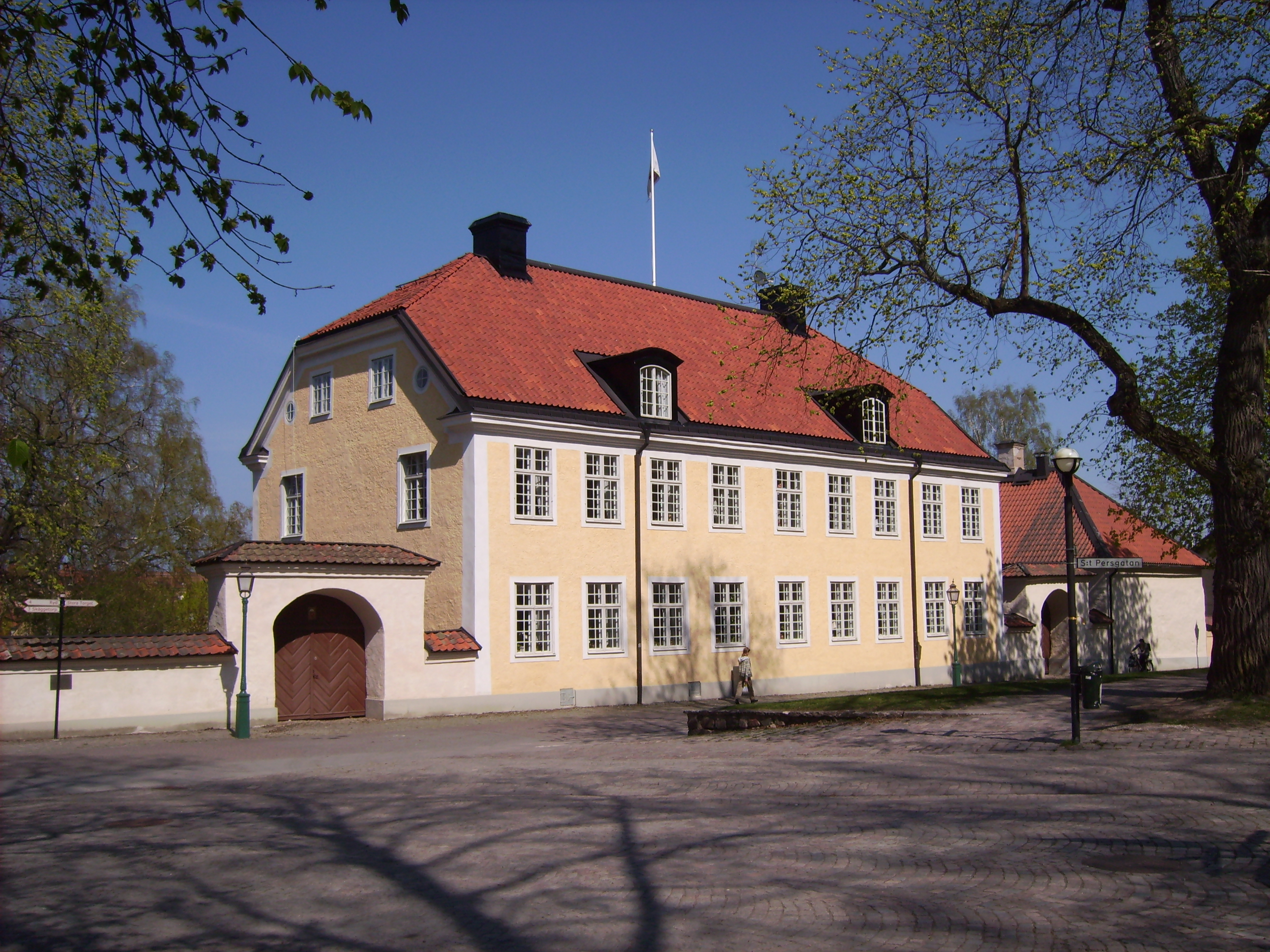
Biskopsgården
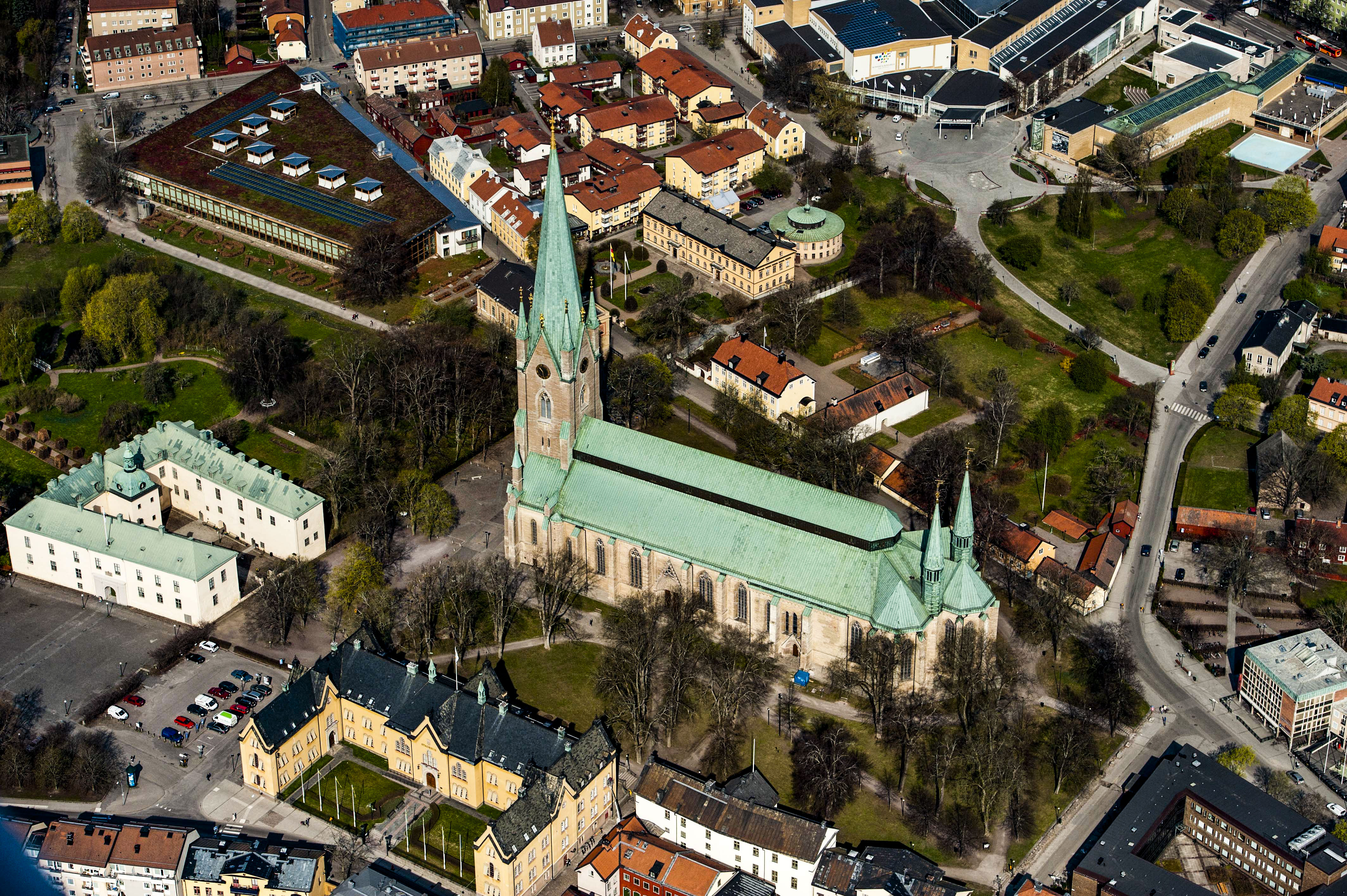
Linköpings domkyrka
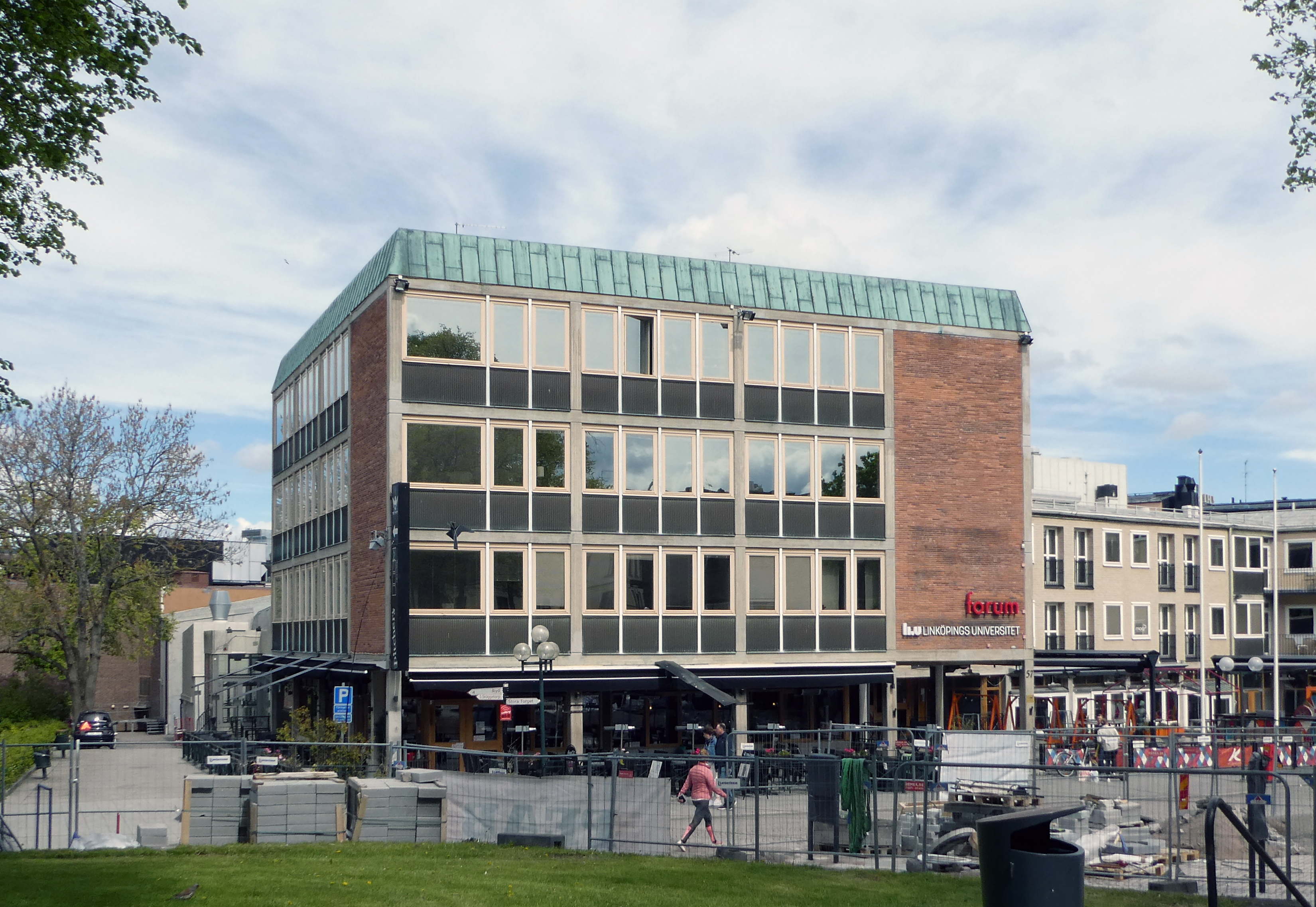
Kårhuset Kollektivet
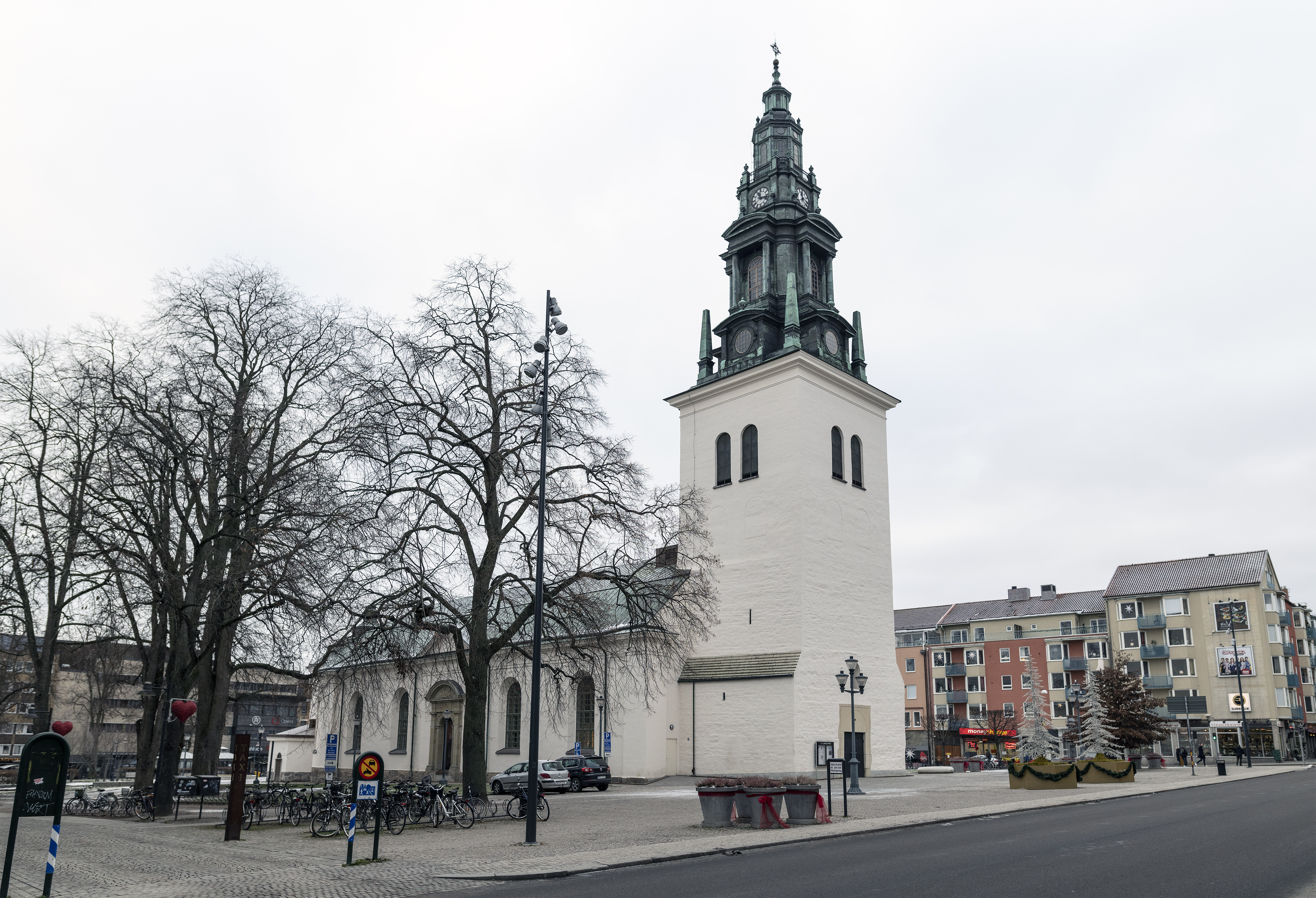
Sankt Lars kyrka
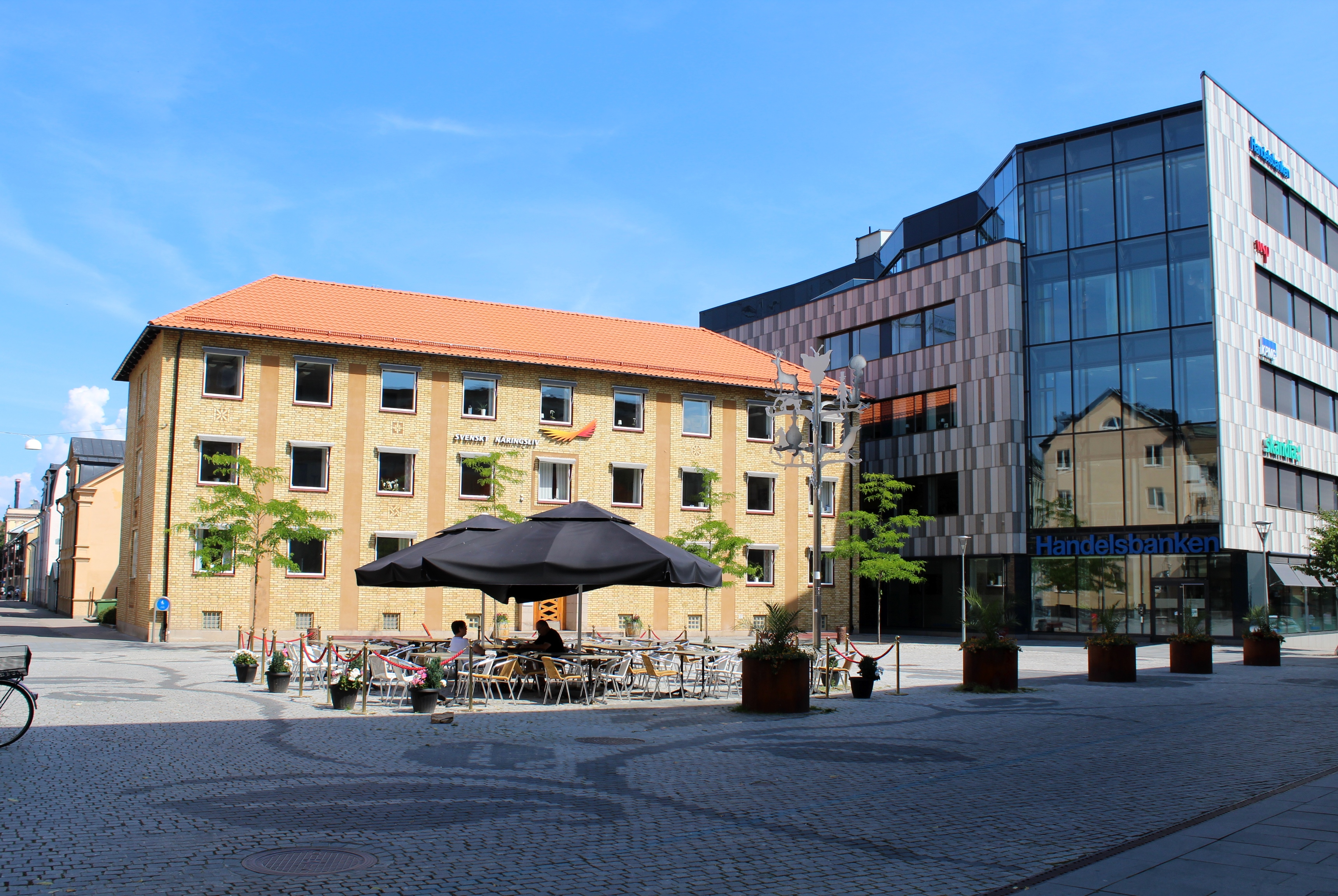
Farbror Melins torg
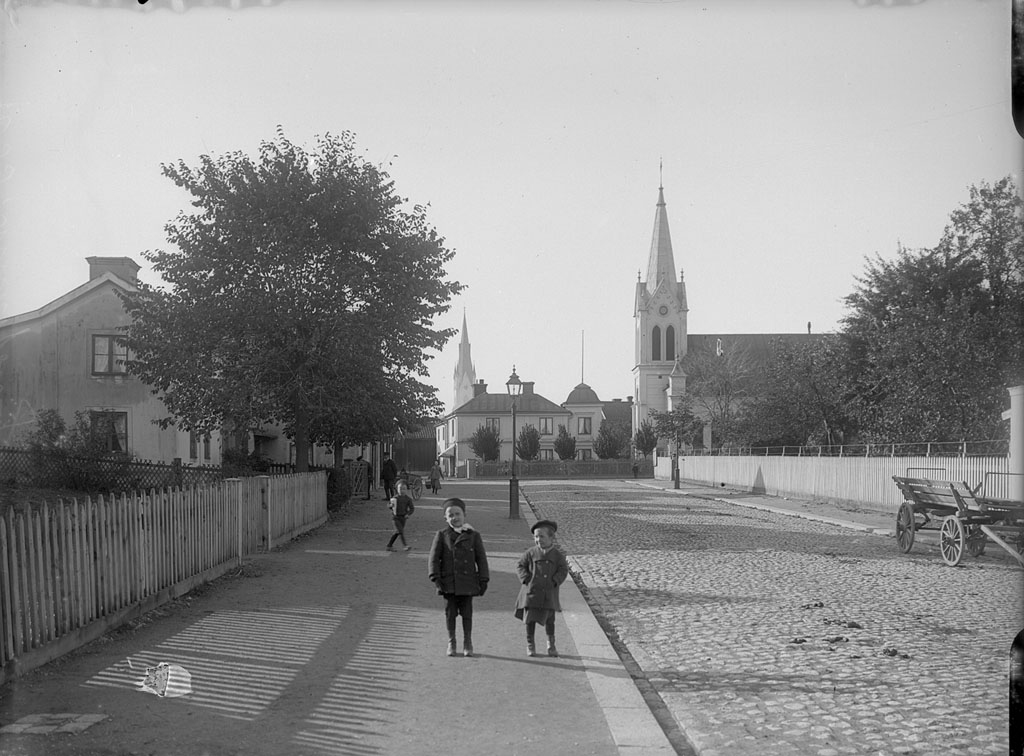
Ågatan med Emanuelskyrkan, omkring 1900